# ريتشارد جي. توماس
ريتشارد جي. توماس (بالإنجليزية: Richard G. Thomas)‏ هو مهندس فضاء جوي أمريكي، ولد في 2 أبريل 1930 في مقاطعة تشاتاقوا في الولايات المتحدة، وتوفي في 19 يونيو 2006 في لانكستر في الولايات المتحدة.